# Millerntor-Stadion
A Millerntor-Stadion a német FC St. Pauli csapatának otthona. Elhelyezkedése Németországban, Hamburg városában van, St. Pauli kerületben. A stadion 29 546 néző befogadására alkalmas, ebből 16 940 álló és 12 606 ülő. 

## Lelátók
Négy fő részből állnak a lelátók:
- Déli-állvány: 3000 állóhely és 2600 ülőhely

- Fő tribün: 4800 ülőhely és 200 VIP ülőhely

- Északi-állvány: 1940 állóhely a vendég szurkolók részére és 3375 ülőhely a hazai szurkolók részére

- Visszafelé kanyarodó egyenes: 10000 állóhely és 1175 ülőhely

## Fordítás
- Ez a szócikk részben vagy egészben  a   Millerntor-Stadion című angol Wikipédia-szócikk fordításán alapul.  Az eredeti cikk szerkesztőit annak laptörténete sorolja fel. Ez a jelzés csupán a megfogalmazás eredetét és a szerzői jogokat jelzi, nem szolgál a cikkben szereplő információk forrásmegjelöléseként.